# Chemin de la Terrasse
Ne doit pas être confondu avec Rue de la Terrasse.
Le chemin de la Terrasse (en occitan : camin de la Terrassa) est une voie de Toulouse, chef-lieu de la région Occitanie, dans le Midi de la France.

## Situation et accès

### Description
Le chemin de la Terrasse est une voie publique. Il traverse le quartier du même nom. Il correspond à une partie de l'ancien chemin vicinal no 71 (actuels rue du Docteur-Jean-Arlaud et chemin de la Terrasse), dit « de la Terrasse », qui allait du chemin de la Côte-Pavée (actuelle avenue Jean-Rieux) au chemin de l'Église-de-Montaudran.
La chaussée compte une seule voie de circulation automobile dans chaque sens. Elle appartient à une zone 30 et la circulation y est limitée à 30 km/h.

### Voies rencontrées
Le chemin de la Terrasse rencontre les voies suivantes, dans l'ordre des numéros croissants (« g » indique que la rue se situe à gauche, « d » à droite) :
1. Rue Xavier-Darasse (g)
2. Rue du Docteur-Jean-Arlaud (d)
3. Rond-point Jérôme-Pugens
4. Chemin de Firmis (g)
5. Rue de Pugens (d)
6. Rue du Pic-Carlit - accès piéton (g)
7. Rue du Mont-Aigoual (g)
8. Rue Jean-de-Mansencal (d)
9. Rue du Mont-Ventoux (g)
10. Rue des Bouches-du-Rhône (d)
11. Rue de l'Hérault (d)
12. Rue Victor-Allègre (g)
13. Rue Georges-Le Dormeur (d)
14. Rue du Chanoine-Jean-Contrasty (g)
15. Rue Georges-Le Dormeur (d)
16. Rue Raymond-Corraze (d)
17. Rue de Constantine (g)
18. Rue Sicard-Alaman (g)
19. Rue des Magnanarelles (d)
20. Rue Pons-Capdenier (g)
21. Rue des Magnanarelles (d)
22. Chemin de Bitet

### Transports
Le chemin de la Terrasse est parcouru, entre le rond-point Jérôme-Pugens et la rue Raymond-Corraze, par la ligne de bus 23 puis, entre la rue Raymond-Corraze et le chemin de Bitet, par la ligne de Linéo L8. En 2028, il se situera également à proximité des deux stations Limayrac – Cité de l'Espace et Ormeau, toutes les deux sur la ligne de métro .
Les stations de vélos en libre-service VélôToulouse les plus proches sont les stations no 209 (4 avenue Lucien-Baroux) no 210 (face 42 chemin de la Terrasse) et no 211 (9 rue Georges-Le Dormeur).

## Odonymie
Le chemin de la Terrasse tient son nom du domaine agricole qu'il desservait.